# 廖平
廖平（1852年—1932年），初名登廷，字旭陔，光緒五年（1879年）中舉後改名廖平，字季平。晚號六譯。四川井研縣青陽鄉鹽井灣人。清末至民國時期學者、思想家。廖平一生治經學，融合古今中外多種學說，形成一套獨特的經學理論體系，在中國學術史上占有重要的地位。

## 生平
廖平出身于贫困之家，父親曾为地主放牧，後靠卖茶水為生。廖平早年學習宋學和八股文，昼夜苦讀，成年后，仍勤学不倦。同治十年（1873年），补县学生（秀才），三年後參加科試，受到四川學政張之洞獎掖，以學識拔之，入尊經書院，自經解與經學歷史省思經今古學。光緒五年（1879年），師從王闓運治今文經學，常就王闿运请业，每至深夜，尤重《春秋》，光绪七年（1881年），注《谷梁春秋》。光绪十一年（1885年）著《何氏公羊春秋续十论》，次年又著《何氏公羊春秋再续十论》。
光緒十二年（1886年），刊印《古學考》（本名《辟劉篇》）與《知聖篇》，康有為的作品《新學偽經考》、《孔子改制考》皆受其影響，廖平多次指責康抄襲自己，康始終諱言莫深，不予表態。梁啟超承認其師受廖平影響為“不可誣”。皮錫瑞也指出：“康學出於廖”。张之洞甚至认为康有為为廖平的嫡传弟子。錢穆以為康有為剽竊廖平的著作，《中國近三百年學術史》寫道：“蓋長素《偽經考》一書，亦非自創，而特剽竊之於川人廖平。”甚至说“康门学说，尚是廖季平范围”。但也有學者指出兩人是同時發明，沒有抄襲問題。
光緒十五年（1889年），廖平赴京應禮部春闈，中貢士。次年補殿試，名列二甲，賜進士出身。朝考三等，授知縣。以高堂親老，不欲遠出，改為龍安府儒學教授。光緒二十四年（1898年）在成都创办《蜀学报》。宣統三年（1911年）担任《铁路月刊》主笔。民国二十一年（1932年），赴成都洽談出版事業，至乐山時，忽发大病，其子廖成励将之抬回，半途卒於河坎场。章太炎撰写《清故龙安府教授廖君墓志铭》。廖平之女廖幼平編有《廖季平年譜》。

## 學術
劉師培說廖平的經學研究，“長於《春秋》，善說禮制”。其學術思想凡六變，晚年自號六譯老人，愈變愈玄，特別是後三變，附會離奇，多遭學者批評。一變以“禮制”區分今、古文經學；二變“尊今抑古”，認為只有今文經學才是孔子真傳；三變“小統大統說”，認為孔子經說有小統、大統之分；四變是“天學人學說”，認為孔經中有天、人兩種制度，至此沉迷天學，好爲臆度；五變是“天人大小說”，把天學之神游、形游與人學之小統、大統加以貫通；六變是以《黃帝內經》五運六氣解釋《詩》、《易》，今日學界尚未定論。廖平一生称著书多至百種，以《今古学考》、《古学考》二书最重要，主张今文是孔子之真作，古文是刘歆伪作，是清代今文经学的大贡献。
廖平治学常暴露牵强附会的缺点，他把邹衍的“大九州”之说附会为全球的地理学说，又说：“吾国当未有六书之前，亦必有字母之时代。”以至於胡适說他是方士。廖平經常為變而變，甚至受張之洞賄逼而變，使其理論常有自相矛盾之處，成爲近代歷史上的經學畸人。

## 著作
- 《古今學攷》
- 《穀梁春秋經傳古義疏》
- 《起起穀梁廢疾》
- 《釋范》